# Vêtement de nuit

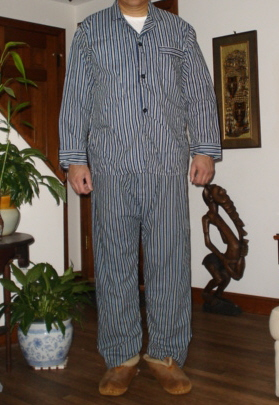
Un homme dans un pyjama.

Un vêtement de nuit est un vêtement, plus précisément un vêtement d'intérieur, conçu pour être porté pendant le sommeil. Le style de vêtement de nuit porté peut varier avec les saisons, les styles plus chauds étant portés dans des conditions plus froides et vice versa. Certains styles ou matériaux sont sélectionnés pour être visuellement attrayants ou érotiques en plus de leurs objectifs fonctionnels.

## Liste
- Bébé 
  - Dormeuse (pour bébés)
  - Grenouillère (aussi utilisée en journée)
  - Turbulette
- Femmes
  - Chemise de nuit (aussi appelée jaquette au Canada)
  - Combinaison de nuit
  - Déshabillé : vêtement de nuit amples et sensuels, généralement faits de tissus transparents ou semi-translucides et garnis de dentelle ou d'un autre matériau fin, et de nœuds.
  - Nuisette (ou baby doll) : une chemise de nuit courte, parfois sans manches
  - Robe de nuit
- Unisexe
  - Pantalon de nuit
  - Pyjama : vêtements traditionnellement amples en deux pièces pour femmes, hommes et enfants.
  - Grenouillère pour adulte (Onesie) - combinaison de nuit à pattes tout-en-un portée par les adultes, semblable à un body pour bébé (body) ou à un grenouillère pour enfants, généralement en coton.
  - Bonnet de nuit

D'autres types de vêtements sont couramment portés pour dormir, mais pas exclusivement, notamment les shorts de sport, les t-shirts, les débardeurs et les pantalons de survêtement, ainsi que les sous-vêtement tels que les sous-vêtements longs et les slips. De plus, dormir sans vêtements n'est pas rare.

## Habitudes
Selon une enquête réalisée en 2004 aux États-Unis, 13 % des hommes portent des pyjamas ou des chemises de nuit pour dormir, tandis que 31 % portent des sous-vêtements et 31 % dorment nus. Parmi les femmes, 55 % portent des pyjamas ou des chemises de nuit, qui ont été comptés sous la même option :
| Ce qui est porté pour dormir | Hommes (%) | Femmes (%) | Tout (%) |
| ---------------------------- | ---------- | ---------- | -------- |
| Rien / nu                    | 31         | 14         | 22       |
| Sous-vêtements               | 31         | 2          | 16       |
| Chemise de nuit / pyjama     | 13         | 55         | 34       |
| Short / t-shirt              | 21         | 25         | 23       |
| Pull-over - survêtement      | 1          | 2          | 1        |
| Autre chose                  | 3          | 1          | 2        |
| Pas d'opinion                | 1          | 1          | 1        |

Une enquête de la BBC The Clothes Show Magazine en 1996 révèle ce qui suit sur les vêtements de nuit au Royaume-Uni :
| %      | Pyjamas | Rien | Sous-vêtements | La robe du soir | Autre |
| ------ | ------- | ---- | -------------- | --------------- | ----- |
| Femmes | 37      | 17   | 9              | 33              | 4 †   |
| Hommes | 6       | 47   | 22             | -               | 25 †  |

† La réponse la plus courante dans «Autre» pour les femmes était vêtements d'extérieur, et shorts pour les hommes.

## Historique

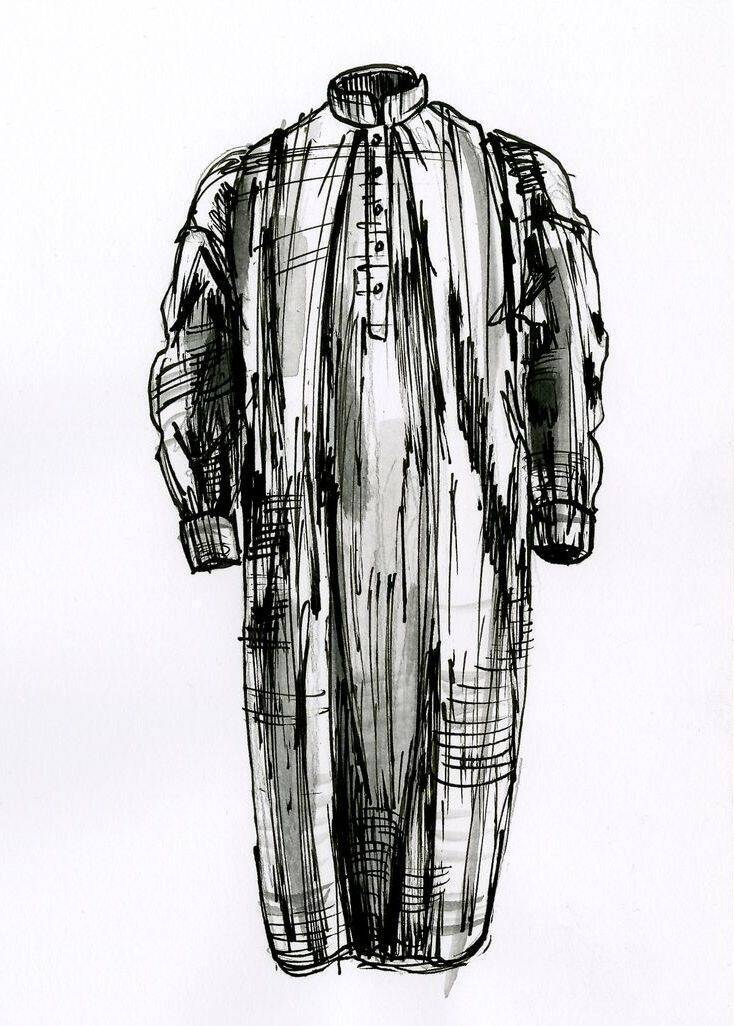
Dessin d'un vêtement de nuit réalisé par David Ring, commandé par Europeana Fashion, numérisé par l'équipe du MoMu – Musée de la Mode de la Province d'Anvers

La chemise de nuit est utilisée dès l'Antiquité,.
Au Moyen Âge, afin de marquer les différences sexuelles, il est de coutume de dormir nu ; il existe bien une « chemise de lit », assimilable à la chemise de nuit, mais son port a une signification sociale précise : le refus d'accomplir le devoir conjugal.
Jusqu'à la Renaissance, dormir seul dans une chambre est un luxe réservé à une élite. On dort nu ou avec sa chemise de jour.
Au XVIIe siècle, seuls les plus fortunés peuvent se payer une chemise de nuit (ample, en coton et longue jusqu'aux genoux). Mais l'usage va peu à peu se répandre à mesure que les coûts de production baissent.
C'est au XXe siècle que la lingerie de nuit fait son apparition apportant une touche de séduction au fonctionnel ainsi que la diversité des courants de mode.